# Entwicklungsdekade
Der Begriff Entwicklungsdekade ist ein Begriff aus der internationalen Entwicklungspolitik. Er bezeichnet einen zeitlichen Abschnitt von zehn Jahren (einer Dekade), in denen es die zuvor im Rahmen der Vereinten Nationen formulierten Ziele zu erreichen gilt. In den vier Dekaden 1961–2000 waren die formulierten Ziele sehr unterschiedlich und bauten auf den Erkenntnissen auf, die in den zurückliegenden Dekaden gewonnen worden waren.
Es wird vielfach als Kritik angeführt, dass die von den UN angestrebten Ziele oft nur ungenügend erfüllt wurden. Dennoch prägen die Beschlüsse der Konferenzen die internationale Entwicklungspolitik maßgeblich und werden häufig als allgemein gültige Leitlinie angesehen.
Auf die vier Entwicklungsdekaden 1961–2000 folgten als Leitlinien der Entwicklungspolitik die Millenniums-Entwicklungsziele (2000–2015) und die Ziele nachhaltiger Entwicklung (2015–2030).

## 1961–1970 – Erste Entwicklungsdekade
Für die erste Entwicklungsdekade wurde das Ziel gesetzt, die wirtschaftsschwachen Entwicklungsländer mit Hilfe der Industrieländer möglichst schnell auf einen vergleichbaren Stand zu „heben“. Konkret bedeutet das, dass ein jährliches BSP-Wachstum von 5 % erreicht werden sollte und ein jährliches Wachstum des Pro-Kopf-Einkommens von 3 %.
Als Ursache für die Armut in den Entwicklungsländern wurde die Unterentwicklung der Industrie angesehen, sodass die 60 Milliarden US$, die für diese Dekade bewilligt wurden, nahezu komplett in die Industrialisierung nach westlichem Vorbild investiert wurden. Gefördert wurden hauptsächlich Großprojekte – man hoffte, dass die Fördergelder „von oben“ durch das Wirtschaftssystem „durchsickern“ (Trickle-Down-Effekt) und somit der gesamten Bevölkerung zugutekommen.
Dieser Effekt blieb jedoch aus, sodass die Förderung der Eliten die Disparitäten vergrößerte und die Armut teilweise zunahm.

## 1971–1980 – Zweite Entwicklungsdekade
Aufgrund des Versagens der alten Strategie, mutmaßte man, dass die Befriedigung der Grundbedürfnisse Bedingung für die wirtschaftliche Entfaltung sei. Man setzte sich zum Ziel in den Entwicklungsländern ein jährliches BSP-Wachstum von 6 % und ein Wachstum des Pro-Kopf-Einkommens um 3,5 % zu erreichen.
Die Hauptbetätigungsfelder während dieser Entwicklungsdekade waren die Linderung von Akuter Not und Förderung von Bildung, Arbeitsbeschaffung und Gesundheitsversorgung (basic needs). Weiterhin wurde von den Ländern mehr Eigeninitiative und Mitarbeit gefordert. Erstmals kam auch die „Hilfe zur Selbsthilfe“ als Mittel der Entwicklungshilfe auf.

## 1981–1990 – Dritte Entwicklungsdekade
Die Zielsetzung für die dritte Entwicklungsdekade war ein jährliches BSP-Wachstum von 7 %. Hauptsächlich sollte die Kindersterblichkeit verringert und Unterernährung sowie Hunger bekämpft werden.
Aufgrund der Weltwirtschafts- und der Ölkrise wurden jedoch die Fördergelder massiv gekürzt und viele Entwicklungsländer gerieten in die Schuldenfalle. Zwar versuchte der IWF, dieser Entwicklung entgegenzuwirken, jedoch wird diese Entwicklungsdekade von Kritikern oft als „verlorenes Jahrzehnt“ bezeichnet, da sich die wirtschaftliche Lage in den Entwicklungsländern so verschlechterte, dass der Bevölkerung der Staaten nur durch Raubbau und das Anlegen von Monokulturen (Cash-Crops) Einnahmequellen gegeben waren. Die Armut breitete sich aus.

## 1991–2000 – Vierte Entwicklungsdekade
Nach den Rückschlägen im zurückliegenden Jahrzehnt setzte man keinen Wert für das jährliche BSP-Wachstum fest. Thematik dieser Dekade war vor allem die Nachhaltigkeit – Eine Thematik die in den Entwicklungsländern speziell durch den Raubbau wichtig geworden war.
Es gab Konferenzen über Umwelt und Entwicklung in Rio, Wien, Kairo und Kopenhagen, auf denen ökologische Schwerpunkte gesetzt wurden. Ressourcen mussten von allen Ländern gespart werden. Die Entwicklungshilfe sollte hauptsächlich durch „Hilfe zur Selbsthilfe“ geschehen, des Weiteren sollten die Entwicklungsländer und Industrieländer in der Entwicklungspolitik enger zusammenarbeiten.